# いときん
いときん（本名：山田 祥正（やまだ よしまさ）、1979年3月3日 - 2018年1月31日）は、日本のJ-POPグループであるET-KINGのメンバー。MC兼トラックメイカーとして活動していた。血液型はA型。
ET-KINGではリーダーとして活動し、トラックメイクをほぼ一人で担当、プロデューサーや構成なども担当し、中心的な存在であった。その他にもグラフィティー、彫師、格闘家の経験もある。「イトキン」という名前の由来は、専門学校時代に漫画「僕といっしょ」の登場人物である伊藤茂（通称「イトキン」）に似ているという理由で呼ばれたことによる。好きな本は矢沢永吉の「成り上がり」。愛車はハーレーダビッドソン。浪速区観光親善大使。
2018年1月31日午前11時28分大阪府和泉市内の病院で死去。死因は癌性心膜炎。

## 来歴
兵庫県三田市鈴鹿生まれ、高平出身。三田市立高平小学校、三田市立上野台中学校、兵庫県立有馬高等学校卒業。1997年に大阪の福祉専門学校へ進学して、柔道整復師の免許を取得。
1999年、社会人となった後TENN、KLUTCHとET-KINGを結成。結成前はバンド活動の経験がありギターを担当していた。ET-KINGの特徴的な衣装である法被の番号は「壱」番。
2005年、ET-KINGのメンバーと共同生活を開始し、BUCCIと同じ寝室を使用していた。この7人の共同生活はメンバーが結婚するまでの約3年間続いた。2006年にメジャー・デビュー。
2011年3月、大阪在住の一般女性と結婚。結婚式は大阪の帝国ホテルで、120名ほどの参列者を招いて行われた。愛しい人へをET-KINGメンバーで生ライブをした。
2014年、ET-KINGの活動休止中は自身がボーカルを務めるバンド、OSAKA ROOTSのアルバム発売や、自分たちのスタジオ を完成させてレーベルの設立などの活動をしていた。
2015年7月1日に活動を再開。芸名をイトキンからいときんに、プロデュース名義を高平真作に改名した。
2017年6月、定期的に受診している健康診断で肺腺がんが発見され、同年7月の検査で「ステージ4の進行がんであり、リンパ節、脳にも転移している」ことが発覚。同年8月3日、肺腺がんの治療に専念することを公表した。以降は闘病を続ける一方で、アルバムのレコーディング参加や同年12月28日の大阪・Zepp Nambaでのライブツアーに出演したが、これが生前最後の出演となった。2018年1月19日、容体が急変して病院へ搬送され治療にあたっていたが、同月31日午前11時28分、がん性心膜炎のため大阪府和泉市内の病院で死去。38歳没。
2018年2月3日、いときんの通夜が大阪市のやすらぎ天空館で営まれた。関係者やファンら1000人以上が参列するなど、花で埋め尽くされた祭壇中央には、2017年12月28日にZepp Nambaでステージに復帰した際の笑顔の写真が飾られた。
2018年2月4日、いときんの葬儀が大阪市阿倍野区で行われ、メンバー5人がアカペラで「ギフト」を歌った。棺には愛用のマイク、法被、帽子や音楽活動に関する物のほか、思い出の写真も入れられた。メンバーが棺を運びだすと、雪がちらつく寒さと強風の中、ファンはいっせいに「いときんっ！」と叫び、自然発生的にファンの間から「ギフト」の合唱が始まった。合唱が終わると、メンバーはファンに向き、「ありがとう」と何度も繰り返し、感謝した。葬儀には、ぼんちおさむ、ハイヒール・モモコら参列者のほかにも、一般ファンを含めて計5000人が訪れた。
2018年4月25日、いときんも全曲に参加したアルバム『LIFE』リリース。
2018年4月時点でまだ小さい息子と娘がいるようである。

## 出演

### ラジオ
- 『with…夜はラジオと決めてます』（MBSラジオ、2012年10月26日 - 2013年3月28日）金曜日メインパーソナリティ[27]

### CM
- 日本酒でカンパイ2014 supported by 大関（サンテレビジョン） - コザック前田（ガガガSP）と共演[28]
2014年7月13日「はれのひ」
ミュージックビデオ「はれのひ」 - YouTube

## 人物
外見は身長173.5cm、体重83kgあり、小さい頃から剣道や柔道をやっていて筋肉質だが癌宣告までは肥満気味、強面
、刺青師でもあって、大きな身体に刺青だらけ、黙っていたら大阪の怖いお兄さんである。
物を作り人を喜ばせるのが大好きで、ET-KINGのリーダーとして、楽曲制作全般やプロデュースを中心的に行なっていた。また、プロフィールに趣味が図画工作とあるように、日本酒のラベル。法被、Tシャツ、のデザインを行なっていた。また、数年ごとにパナマハットやキャップを製作してツアーグッズとして、ファンクラブ限定て販売していた。また、千秋などの仕事関係者にパナマハットをプレゼントしていた。
自身のプロフィールに特技は酒、趣味は好きな人と酒を飲むこととする程酒が好きで、酒に関するエピソードもあり酒豪と言われる。しかし、暴飲暴食により肥満気味だった。また、日本酒のラベルのデザインや、日本酒のキャンペーンソングを担当した。
豪傑、酒豪、男気にあふれる一方、浪費癖があり、共同生活をしていた頃、ライブ後の打ち上げなどがどんぶり勘定だった。
いときんは地元三田に度々帰り、市のイベントに参加したり、市制50周年の祝辞を述べたり、市の教育基金に寄付をした。また、母校の高平小学校が2017年に創立50周年を迎えると、メンバー全員と記念式典で3曲を演奏した。
気さくでユーモアがあり、泣いている赤ちゃんみたいな顔で、文字にすると「ガハハハ」とよく笑い、明るく太陽みたいな人だった。
びっくりするほどの心遣いで腰が低い。仲間、家族を大切にし、他人思いで優しい。しっかりと目を見て話しかけ、感謝の言葉を決して忘れない情に厚い好人物。喜怒哀楽を表現し誰よりも人間味がある。

## エピソード
小学校から中学三年まで近所の剣道教室に通っていた。男三人兄弟で兄と弟は野球をしていたがイトキンだけ剣道をやっていた。
子どもの頃兄弟で川で魚釣りしたり、山に登ったり、田舎らしい遊びをしていた。
子ども会で年に二回家から4 - 5 kmくらいのところにある「三田スケート」に嫌々行っていた。だからこう見えて、普通の人よりはスケートが上手い。
剣道が強かったのでそれで高校に行くつもりだったが父親が全部断ってしまった。これは剣道ばかりでは将来の道が狭まるということだったが、そのせいで勉強で高校に行かないといけなくなった。
高校に入ってから一旦グレて、更生するために兄に柔道部に入れさせられた。
家には昔からオルガンやギターなどの楽器がたくさんあり、ギターを最初に教えてもらったのは母親だった。ある日ラジカセを買ってもらい音楽をよく聞くようになった。母親がフォークが大好きだった影響でフォークが好きである。
小学校5年生のとき、THE BLUE HEARTSの「TRAIN-TRAIN」に衝撃を受けた。それまでは、アニメソングばかり聴いていたが、バンドロックにはまった。
18歳の専門学校当時は着物に下駄姿、アフロだった。当時お互いボディーピアスをしていたKLUTCHに「ごっついのん開けてんなー？何ゲージ？」と話しかけたのがきっかけで知り合った。それからよく話すようになってTENNとも友達になって、アメリカ村に一緒に買い物行ったり、好きなアーティストのライブを一緒に見に行ったり、クラブに行ったり、スケボーしたりしていた。
卒業後コンパで三人が再会し、女の子そっちのけでお互いの近況報告で盛り上がった。学生時代みたいな刺激が足りないからバンドやろうという話になったが、3人ともボーカルやりたいので、バンド計画3分で無くなる。そこでDJスタイルのグループをやることになる。これがET-KING結成の瞬間である。
イトキンはその日のうちに、トラックが作れる知り合いに電話して、初ライブの日まで決めていた。最初は歌のないレコードに自分達の歌を合わせていたが、オリジナルのを作るために機材を用意した。
音楽で生活していこうと思っていたが、正直なかなか上手くいかず、イベントではメンバーよりお客さんが少ない事もありしんどい事も多かった。2005年の春に一回地元に帰った。物凄く気持ちが落ち着いて、何か色んな事が見えてきた。みんなを呼んで兵庫の山の中の実家の倉庫で、初めてインディーズ時代の曲のデモCDを作った。それを東京の人が聞いて、「流派NIGHT」のオーディションからデビューのチャンスに繋がった。
共同生活中の金銭管理を以前は、イトキンがしていたが、ライブ後の打ち上げなどがどんぶり勘定過ぎるので、TENNが管理し1円単位で家計簿をつけていた。
ET-KINGのメジャー契約に際しDJ BOOBYとコシバKENは当初契約されない方向だったが、イトキンが7人でなければET-KINGではないと交渉し7人でのデビューとなった。
2017年12月28日、約5カ月ぶりにツアー・ファイナルで復帰し、「みんな、お父ちゃん、お母ちゃんにもろた体、大事にしろよ。病気になって体のことも、食べ物のことも、考え直した。病気になってから、治すんはたいへんやからな」と客席に投げかけ、「みんな、生きろよ」「生きろっ！」と叫んだ。アンコールで「巡り会いの中で」「新恋愛」「ギフト」の3曲に張りのある力強い歌声で参加した。
2017年12月28日のステージが、ファンの前に姿を見せた最後となった。アンコールで3曲を披露したが、コシバは「「本当は『もっとたくさんの歌を歌いたい』と本人(いときん)から申し出があったんですが、闘病中ということと、僕たちもこれが最後ではないと思っていたので、本人が歌いたい曲を歌ってもらった。今となっては、もっとたくさんの曲を歌ってもらえばよかったのかもしれませんが、その分、生き続けると納得してくれたんだと思います」と振り返った。
いときんが亡くなる1ヵ月くらい前に、スタジオにふらっと遊びに来て、KLUTCHといろいろと話してたら、いきなり「これあげるわ」と言って、金のブレスレットを「友達の証やで」と渡し、事務所の社長にも色違いのを渡した。
2018年6月6日発売のONE☆DRAFTのシングル「自分時代」の2曲目「月の陽射し」は、いときんの似顔絵を描くような感じで作った曲である。

## ET-KING以外の活動
- 楽曲提供
2011年4月6日発売
茉奈 佳奈の4枚目のアルバム
『Sweet Home』より
「きみとの日曜日」の作詞・作曲
ET-KINGのアルバム『家族歌集』（2012年5月23日発売）にてセルフカバー[69]

- OSAKA ROOTS
2014年7月14日
アルバム「3DAYS」より
「わろてるかお」公開
ミュージックビデオ「わろてるかお」 - YouTube

- OSAKA ROOTS
2014年7月23日
アルバム「3DAYS」発売[28]

- ビッグフィッシング(オール阪神、安田明彦、今井浩次)&OSAKA ROOTS
2015年3月24日
ビッグフィッシング30周年記念CDアルバム「大漁」発売[70]

- OSAKA ROOTS
2017年9月16日
第1回なにわブルースフェスティバル 出演[71]

- 有山じゅんじ・いときん＆OSAKA ROOTS やまちゃんwith武田栄
2017年6月4日 @ROYAL HORSEでのライブ「あこがれの北新地」[72]
ミュージックビデオ「あこがれの北新地」 - YouTube

- いときん(ET- KING/ OSAKA ROOTS)& コザック前田(ガガガSP) 
2014年7月13日「はれのひ」
ミュージックビデオ「はれのひ」 - YouTube

- 有山じゅんじ&有志
2017年9月12日
御堂筋80周年勝手に応援ソング
「梅田からナンバまで」2017フルバージョンPV公開
ミュージックビデオ「梅田からナンバまで」 - YouTube

## 『えんとつ町のプペル』
2020年10月13日、
お笑いコンビ・キングコングの西野亮廣のブログで、彼が手掛けた50万部を超える人気絵本が原作で、本人が製作総指揮を執るアニメーション映画『えんとつ町のプペル』の主人公であるブルーノのモデルが「いときん」であるということ、
脚本執筆中に、ET-KINGの「さよならまたな」を何度も何度も聴いていたことを明らかにした。
同年10月20日、
アニメーション映画『えんとつ町のプペル』の予告映像が解禁された。
「見る人が見たら、ブルーノが誰をモデルにして生まれたキャラクターなのかが、すぐに分かると思います。あきらかに、いときんサンなので（笑）」(西野)
同年12月25日、公開予定
西野 亮廣  ブログより